# Tsingoni
Tsingoni is een gemeente in het Franse departement Mayotte, een eiland ten noorden van de Straat Mozambique. In 2017 had de gemeente 13.934 inwoners.
Tsingoni was vanaf de 16e eeuw de hoofdstad van het sultanaat Mayotte. De moskee van Tsingoni is de oudste van Mayotte en van heel Frankrijk. Hij werd in 2012 beschermd als historisch monument. 

## Geschiedenis
De plaats werd zeker al in de 12e eeuw bewoond en in de 14e eeuw werd een eerste, primitieve moskee gebouwd. Deze kleine moskee bestond uit een enkele zaal en bezat geen minaret. Vanaf de 16e eeuw kende Tsingoni een bloei toen het de hoofdstad werd van het sultanaat van de Arabische Shirazi ten koste van Anjouan. De moskee werd uitgebreid en kreeg in 1538 een gebeeldhouwde mihrab. De plaats kreeg ook een paleis en werd ommuurd. Een groot deel van het oude Tsingoni werd vernield tijdens invallen vanuit Madagaskar tussen 1790 en 1820. Als gevolg hiervan werd het beter verdedigbare Dzaoudzi de nieuwe hoofdstad van het sultanaat.
Vanaf de jaren 1980 groeide Tsingoni tot buiten haar oude centrum.

## Geografie
De gemeente ligt aan de westkust van het eiland Grande-Terre op het westelijk plateau. Naast het dorp Tsingani telt de gemeente nog de dorpen Mroalé, Combani en Miréréni.
- MusicBrainz: b63c1aa1-d761-4a1f-90c5-cf8188ed943d